# Tampa (Kansas)
Tampa es una ciudad ubicada en el condado de Marion en el estado estadounidense de Kansas. En el año 2010 tenía una población de 112 habitantes y una densidad poblacional de 224 personas por km².

## Geografía
Tampa se encuentra ubicada en las coordenadas 38°32′55″N 97°9′18″O / 38.54861, -97.15500 (38.548493, -97.154893).

## Demografía
Según la Oficina del Censo en 2000 los ingresos medios por hogar en la localidad eran de $18,125 y los ingresos medios por familia eran $42,083. Los hombres tenían unos ingresos medios de $25,000 frente a los $23,125 para las mujeres. La renta per cápita para la localidad era de $12,677. Alrededor del 15.6% de la población estaban por debajo del umbral de pobreza.